# Johann Caspar Schlimbach
Johann Caspar Schlimbach (auch Schlimmbach; * 30. Juli 1777 in Merkershausen; † vor 21. Mai 1861 in Bad Königshofen) war ein Orgel- und Instrumentenbauer.

## Biographie
Schlimbach wurde in Merkershausen geboren und hatte in Wien Orgel- und Klavierbau gelernt. 1806 machte er sich in Königshofen als Klavierbauer selbständig.
Vier seiner sechs Söhne wurden ebenfalls Orgelbauer: Ernst Balthasar Schlimbach (1807–1896) hatte 1836 die verwaiste Werkstätte des ehemaligen Hoforgelbauers Seufert in Würzburg übernommen; Gustav Schlimbach (1818–1887) hatte sich 1844 in Speyer niedergelassen sowie Martin Schlimbach und Kaspar Schlimbach jun., die die väterliche Werkstatt in Bad Königshofen weiterführten, die 1870 geschlossen wurde.
Balthasar erhielt am 23. Dezember 1845 ein Privilegium für das Königreich Bayern auf zehn Jahre für eine Verbesserung an Orgeln. Sein Nachfolger wurde ab 1873 sein Sohn Martin Joseph Schlimbach (* 28. Januar 1841 in Würzburg; † 12. April 1914 in Würzburg).

## Aeoline
Mit seinem Cousin Bernhard Eschenbach baute Schlimbach um 1810 in Bad Königshofen die Aeoline, ein Instrument mit durchschlagenden Zungen und damit direkter Vorläufer des Harmoniums. Vor 1805 hatte der Hoforgelbaumeister Ignaz Kober in Wien ein großes Orgelwerk in der Schottenkirche erbaut, das ebenfalls durchschlagende Zungen in einigen Registern einsetzt. Somit sollte eigentlich auch Schlimbach bereits davon Kenntnis gehabt haben. Stimmzungen ohne auf den entsprechenden Ton abgestimmtes Rohr, wie das bei Pfeifen der Fall ist, scheint aber noch niemand bisher in Kombination mit einem Klavier oder auch als eigenständiges Instrument verwendet zu haben.
Die Stimmplatten mit ihren Zungen (Federn) waren damals wie Maultrommeln gefertigt. Rahmen und Zunge waren aus Stahl. Der Rahmen war U-förmig und die Stahlzunge war in derselben Weise, wie dies bei der Maultrommel heute noch gemacht wird, am Rahmen befestigt. Die Stimmplatten wurden direkt in die Tonkanzelle der Windkammer mit Pech und Bienenwachs geklebt. Ein Bericht über die Erfindung ist in der Musikalischen Zeitung Nr. 30 vom 26. Juli 1820 nachzulesen.
In Berlin befindet sich ein derartiges Instrument. Außerdem gibt es ähnliche Patente 1821 in Wien, zum Beispiel für Anton Haeckl und Friedrich Sturm in Suhl.
(Hinweis: Es gibt noch einen Georg Christian Friedrich Schlimbach (1759–1813), dieser trat als Kritiker von Georg Joseph Vogler auf und war Organist und Kantor in Prenzlau und später in Berlin.)

## Werke (Auswahl)
- Rannungen, Kath. Pfarrkirche St. Bonifatius (Orgel von 1859)